# Petlad
Petlad è una suddivisione dell'India, classificata come municipality, di 51.153 abitanti, situata nel distretto di Anand, nello stato federato del Gujarat. In base al numero di abitanti la città rientra nella classe II (da 50.000 a 99.999 persone).

## Geografia fisica
La città è situata a 22° 28' 0 N e 72° 47' 60 E e ha un'altitudine di 29 m s.l.m.

## Società

### Evoluzione demografica
Al censimento del 2001 la popolazione di Petlad assommava a 51.153 persone, delle quali 26.739 maschi e 24.414 femmine. I bambini di età inferiore o uguale ai sei anni assommavano a 5.239, dei quali 2.850 maschi e 2.389 femmine. Infine, coloro che erano in grado di saper almeno leggere e scrivere erano 37.632, dei quali 21.175 maschi e 16.457 femmine.